# Списък на национални музеи
Националният музей е музей, поддържан и финансиран от правителството на съответната държава. В много държави това означава музей, управляван от централната власт, докато другаде националните музеи могат да се управляват от регионални или местни власти.
Следва непълен списък на националните музеи:

## Австралия
Австралийското правителство управлява няколко национални музея чрез различни отдели, включително:
- Австралийски военен мемориал
- Австралийски национален морски музей
- Национална галерия на Австралия
- Национален музей на Австралия
- Национална портретна галерия
- Куестакон (Национален център за наука и технология)

В допълнение, редица щати в Австралия също управляват „национални музеи“, например:
- Национален моторен музей, Бърдуд, управляван от правителството на Южна Австралия
- Национална галерия на Виктория, управлявана от правителството на Виктория

## Австрия
- Музей на историята на изкуството, Виена
- Природоисторически музей, Виена

## Азербайджан
- Национален художествен музей на Азербайджан
- Национален исторически музей на Азербайджан

## Албания
Албанското правителство управлява няколко национални музея, включително:
- Национален исторически музей
- Национален музей на образованието
- Национален музей на средновековното изкуство
- Национален музей на фотографията „Маруби“

## Аржентина
Аржентинското Министерство на културата управлява няколко национални музея, включително:
- Исторически музей „Сармиенто“
- Музей „Къща на Рохелио Ируртия“
- Музей „Митре“
- Музей на независимостта
- Национален исторически музей
- Национален музей на декоративното изкуство
- Национален музей на изящните изкуства (Буенос Айрес)
- Национален музей на Майската революция

## Армения
- Исторически музей на Армения

## Афганистан
- Национален музей на Афганистан

## Бангладеш
- Национален музей на Бангладеш

## Бахрейн
- Национален музей на Бахрейн

## Беларус
- Беларуски национален исторически музей
- Национален художествен музей (Беларус)

## Белгия
Федералната служба за програми в сферата на научните политики в Белгия управлява няколко музейни асоциации:
- Кралски музеи за изкуство и история
- Кралски музеи на изящните изкуства на Белгия

## Босна и Херцеговина
- Исторически музей на Босна и Херцеговина
- Музей на босненско-херцеговинската литература
- Национален музей на Босна и Херцеговина

## Бразилия
- Национален исторически музей
- Национален музей на Бразилия
- Национален музей на изящните изкуства
- Национален музей на републиката

## Бруней
Правителството на Бруней управлява няколко музея, включително:
- Малайски технологичен музей
- Морски музей на Бруней в Даруссалам
- Музей на Бруней
- Музей на кралските регалии

## Буркина Фасо
- Национален музей на музиката

## Бутан
- Национален музей на Бутан

## България
- Национален археологически музей
- Национален военноисторически музей
- Национален исторически музей
- Национален музей „Земята и хората“
- Национален музей на транспорта
- Национален природонаучен музей
- Национална галерия за чуждестранно изкуство
- Национална художествена галерия

## Ватикана
- Апостолически дворец
- Архбазиликата „Сан Джовани ин Латерано“
- Базилика „Свети Петър“
- Ватиканска библиотека
- Ватикански музеи
- Сикстинска капела
- Тайни архиви на Ватикана

## Великобритания

### Англия
Спонсориран от Министерството на цифровите технологии, културата, медиите и спорта
- Британски музей
- Виктория и Албърт, вкл. Музей на детството, Лондон

- Група на научните музеи
  - Музей на науката в Роутън в Суиндън, Уилтшир .
  - Музей на науката в Южен Кенсингтън, Лондон
  - Музей на науката и индустрията в Манчестър
  - Национален железопътен музей в Йорк
  - Национален железопътен музей в Шилдън в графство Дърам
  - Национален музей на науката и медиите (бивш Национален музей на фотографията, филма и телевизията) в Брадфорд

- Имперски военен музей
  - Военновременни стаи на Чърчил
  - Имперски военен музей в Лондон
  - Имперски военен музей в Дъксфорд
  - Имперски военен музей на север
  - Крайцер „Белфаст“
  - Научен музей в Ротън

- Колекция „Уолъс“
- Кралски арсенали
  - Кралски оръжеен музей в Лийдс
  - Лондонската кула в Лондон
  - Форт Нелсън в Портсмут

- Кралски музеи в Гринуич
- „Кутията“ в Плимът, Девън
- Музей „Джефри“
- Музей и градини „Хорниман“

- Музей на сър Джон Соун
- Национален музей на въгледобива на Англия, Уейкфийлд
- Национална галерия
- Национална портретна галерия
- Национални музеи в Ливърпул
  - Къща на пристана
  - Международен музей на робството
  - Морски музей на Мърсисайд
  - Музей на Ливърпул
  - Музей на света
  - Национален консервационен център
  - Съдли Хаус
  - Художествена галерия „Лейди Левър“
  - Художествена галерия „Уокър“
- Природонаучен музей, Лондон
  - Природонаучен музей в Тринг

- Тейт

Спонсорирани от Министерството на отбраната
- Музей на кралските военновъздушни сили
- Национален музей на армията
- Национален музей на Кралския флот

Спонсориран от Министерството на вътрешните работи
- Национален музей на граничните сили

### Северна Ирландия
- Музей на графство Арма
- Музей на Ълстър
- Фолклорен и транспортен музей на Ълстър
- Ълстърско-американски фолклорен парк

### Уелс
- Национален исторически музей в Сейнт Фейгънс
- Национален крайбрежен музей
- Национален музей на въглищата
- Национален музей на вълната
- Национален музей, Кардиф
- Национален музей на шлистите
- Национален музей на римските легионери
- Национален музей на Уелс

### Шотландия
- В и A, Дънди
- Кралски музей
- Музей на Шотландия
- Национален военен музей на Шотландия
- Национален музей на въздухоплаването
- Национален музей на костюма
- Национален музей на селския бит
- Национални музеи на Шотландия

## Гамбия
- Национален музей на Гамбия

## Гана
- Национален музей на Гана

## Гватемала
- Национален музей на модерното изкуство „Карлос Мерида“

## Гвиана
- Национален музей на Гвиана

## Германия
- Баварски национален музей
- Германски исторически музей
- Германски национален музей
- Глиптотека
- Институти „Макс Планк“
- Национална галерия
- Немски музей
- Немски технологичен музей
- Нова пинакотека
- Пинакотека на модерното изкуство
- Стара пинакотека

## Гърция
- Военен музей в Атина
- Държавен музей на съвременното изкуство
- Национален археологически музей, Атина
- Национален исторически музей, Атина
- Национална галерия

## Дания
- Колекция „Хиршпрунг“
- Национален музей на Дания
- Национална галерия на Дания
- Природоисторически музей на Дания
- Det Grønne Museum
- Ordrupgaard

## Джибути
- Музей на Джибути

## Еритрея
- Национален музей на Еритрея

## Естония
- Естонски музей на изкуствата
- Естонски национален музей

## Етиопия
- Национален музей на Етиопия

## Израел
- Израелски музей

## Индия
Музеите на национално ниво в Индия са под пряк административен контрол на индийското правителство чрез Министерството на културата.
- Ашрам в Сабармати
- Военен музей на Джайсалмер
- Градски дворец, Джайпур
- Градски дворец, Удайпур
- Дворец „Хазардуари“
- Железопътен музей, Майсур
- Индийски музей
- Мадам Тюсо, Делхи
- Мемориал на кралица Виктория
- Музей „Албърт Хол“
- Музей „Д-р Бхау Даджи Лад“
- Музей на Аллахабад
- Музей на кавалерийските танкове, Ахмеднагар
- Музей „Салар Юнг“
- Национален железопътен музей, Ню Делхи
- Национален музей, Ню Делхи
- Национален музей на занаятите и тъканите
- Национална галерия за модерно изкуство
- Правителствен музей, Матхура
- Правителствен музей, Ченай
- Правителствен музей и художествена галерия, Чандигарх
- Чхатрапати Шиваджи Махарадж Васту Санграхалая
- 23 научни центъра към Националния съвет на научните музеи
- 44 обекта-музеи към Археологическата служба на Индия

## Индонезия
Изброените по-долу музеи се управляват от Министерството на образованието, културата, научните изследвания и технологиите или от други министерства.
- Музей „Басоеки Абдула“
- Музей на младежката клетва
- Музей на народните будители
- Музей на провъзгласяването на независимостта
- Музей „Форт Вредебург“
- Национален музей на Индонезия
- Национален паметник на печата
- Национална галерия на Индонезия
- Някои управлявани от правителството музеи в Taman Mini Indonesia Indah

## Ирак
- Национален музей на Ирак

## Иран
- Национален музей на Иран

## Ирландия
- Ирландски музей на модерното изкуство
- Национален музей на Ирландия
- Национална галерия на Ирландия

## Исландия
- Национална галерия на Исландия
- Национален музей на Исландия

## Испания
- Военноморски музей, Мадрид
- Геоминерален музей, Мадрид
- Железопътен музей, Мадрид
- Кралска ботаническа градина, Мадрид
- Къща-музей на Сервантес, Валядолид
- Музей на аеронавтиката и космонавтиката, Мадрид
- Музей на Америките, Мадрид
- Музей на армията, Толедо
- Музей на Ел Греко, Толедо
- Музей на Кралския монетен двор, Мадрид
- Музей на облеклото -– Център за изследване на етноложкото наследство, Мадрид
- Музей „Лазаро Галдиано“
- Музей „Сералбо“, Мадрид
- Музей „Сорола“, Мадрид
- Музей „Тисен-Борнемиса“
- Национален археологически музей, Мадрид
- Национален музей и изследователски център на Алтамира, Сантиляна дел Мар
- Национален музей и център на изкуствата на кралица София, Мадрид
- Национален музей на декоративното изкуство, Мадрид
- Национален музей на естествените науки, Мадрид
- Национален музей на керамиката и декоративните изкуства „Гонзалес Марти“, Валенсия
- Национален музей на науката и технологиите, Ла Коруня и Алкобендас
- Национален музей на подводната археология, Картахена
- Национален музей на римското изкуство, Мерида
- Национален музей на романтизма, Мадрид
- Национален музей на скулптурата, Валядолид
- Национален музей на театъра, Алмагро
- Национален музей по антропология, Мадрид
- Прадо, Мадрид
- Сефарадски музей, Толедо

### Каталония[3]
- Археологически музей на Каталуния, Барселона, Емпуриес, Жирона, Олердола и Уластрет
- Железопътен музей на Каталуния, Виланова и ла Желтру
- Национален музей на изкуствата на Каталуния (MNAC), Барселона
- Национален музей на науката и индустрията на Каталуния (mNACTEC), Тераса

## Италия
- Галерия „Уфици“
- Национален археологически музей в Неапол
- Национален археологически музей на Нуоро
- Национален етруски музей
- Национален музей „Барджело“
- Национална галерия за старинно изкуство
- Национална галерия за модерно изкуство
- Национален музей „Каподимонте“
- Национален музей „Магна Греция“
- Национален музей на източното изкуство
- Национален музей на Рим
- Пинакотека ди Брера

## Камбоджа
- Национален музей на Камбоджа
- Национален музей „Ангкор“

## Канада
Това е списък на националните музеи на Канада, създадени от федералното правителство на Канада и управлявани чрез автономна корпорация на Короната:
- Виртуален музей на Нова Франция
- Канадски военен музей
- Канадски исторически музей
- Канадски музей за правата на човека
- Канадски музей на авиацията и космоса
- Канадски музей на земеделието и храните
- Канадски музей на имиграцията на кей 21
- Канадски музей на науката и технологиите
- Канадски музей на природата
- Национална галерия на Канада

Бивши национални музеи, които по-късно са затворени, включват:
- Канадски музей на съвременната фотография
- Канадски пощенски музей

В допълнение към институциите, създадени или управлявани от правителството на Канада, няколко провинции и територии са създали свои собствени провинциални и териториални музеи .

## Кения
- Национални музеи на Кения

## Кипър
- Кипърски музей

## Китай
- Дворцов музей
- Национален музей на изкуствата на Китай
- Национален музей на Китай
- Природоисторически музей на Пекин

## Колумбия
- Колумбийски национален музей

## Коморски острови
- Национален музей на Коморските острови

## Коста Рика
- Национален музей на Коста Рика

## Кувейт
- Кувейтски научен и природоисторически музей
- Морски музей Ал-Хашеми-II в град Кувейт
- Национален музей на Кувейт

## Латвия
- Латвийски национален музей на изкуството

## Ливан
- Национален музей на Бейрут

## Литва
- Литовски национален музей

## Лихтенщайн
- Национален музей на Лихтенщайн

## Люксембург
- Национален военноисторически музей, Дикирх
- Национален музей по естествена история, град Люксембург
- Национален музей на историята и изкуството, Люксембург

## Мавритания
- Национален музей на Мавритания

## Макао
- Музей на Макао

## Малайзия
- Национален музей
- Национален исторически музей

## Малдиви
- Национален музей

## Мали
- Национален музей на Мали

## Малта
- Национален археологически музей
- Национален военен музей
- Национален етнографски музей
- Национален музей на изящните изкуства
- Национален природонаучен музей

## Мексико
- Национален исторически музей
- Национален музей по антропология

## Мианмар
- Национален музей на Мианмар, Найпидо
- Национален музей на Мианмар, Янгон

## Молдова
- Национален исторически музей на Молдова
- Национален музей на изящните изкуства, Кишинев

## Намибия
- Национален музей на Намибия
  - Алте Фесте
  - Музей Оуела
- Мемориален музей на независимостта

## Непал
- Непалски национален музей

## Нигер
- Национален музей „Бубу Хама“

## Нидерландия
- Дворец Хет Лоо
- Дордрехтски музей
- Държавен музей „Бурхаве“
- Държавен музей на антиките
- Лувестейн
- Манастир на Света Екатерина
- Маурицхойс
- Мойдерслот
- Музей в Зьойдерзе
- Музей „Крьолер-Мюлер“
- Музей „Меерманно“
- Музей „Месдаг“
- Музей на Ван Гог
- Национален етнологически музей
- Нидерландски морски музей
- Нидерландски музей на открито
- Нидерландски център за биоразнообразие „Натуралис“
- Филмов институт EYE
- Хуиз Дорн

## Нова Зеландия
- Музей на Нова Зеландия „Те Папа Тонгарева“

## Норвегия
- Национален музей за изкуство, архитектура и дизайн

## Остров Ман
- Национално наследство на Ман (Eiraght Ashoonagh Vannin)

## Пакистан
- Национален музей на Пакистан, Карачи

## Палау
- Национален музей, Корор

## Папуа-Нова Гвинея
- Национален музей и художествена галерия на Папуа Нова Гвинея, Порт Морсби

## Перу
- Музей на нацията
- Национален музей на Перу
- Национален музей по археология, антропология и история на Перу
- Музей на изкуствата в Лима

## Полша
- Национален морски музей, Гданск
- Национален музей, Варшава
- Национален музей, Вроцлав
- Национален музей, Гданск
- Национален музей, Краков
- Национален музей, Люблин
- Национален музей, Познан
- Национален музей, Шчечин

## Португалия
- Военен музей в Порто към Португалската армия
- Военноморски музей към Португалския флот
- Въздушен музей към Португалските военновъздушни сили
- Национален археологически музей
- Национален етнологически музей, включващ Музея на народното изкуство
- Национален железопътен музей
- Национален музей „Азулейжу“
- Национален музей „Гръо Вашку“
- Национален музей за древно изкуство
- Национален музей за съвременно изкуство в Шиаду
- Национален музей „Мачадо де Кастро“
- Национален музей на каретите
- Национален музей на костюма и модата
- Национален музей на музиката
- Национален музей на театъра и танца
- Национален музей по естествена история и наука, част от Лисабонския университет
- Национален музей „Суареш душ Рейш“

## Република Южна Африка
- Музеи „Дитсонг“ в Южна Африка
  - включват Национален природонаучен музей „Дитсонг“ и Национален музей по история на културата „Дитсонг“
- Национален военноисторически музей на Южна Африка
- Национален литературен музей на африкаанс и изследователски център
- Национален музей, Блумфонтейн
- Южноафрикански музей „Изико“

## Румъния
- Национален военен музей „Крал Фердинанд I“
- Национален исторически музей на Румъния
- Национален музеен комплекс ASTRA
- Национален музей „Брукентал“
- Национален музей на изкуството на Румъния

## Русия
- Държавен исторически музей
- Държавен руски музей
- Московски кремъл
- Национален музей на Република Башкортостан
- Национален музей на Република Татарстан
- Централен музей на бронираните оръжия и техника
- Централен музей на Великата Отечествена война
- Централен музей на Въоръжените сили на Руската федерация

## Саудитска Арабия
- Национален музей на Саудитска Арабия

## Сиера Леоне
- Национален музей на Сиера Леоне

## Сингапур
- Национален музей на Сингапур

## Сирия
- Национален музей на Алепо
- Национален музей на Дамаск

## Словакия
- Национален исторически музей на Словакия, Требишов
- Словашки национален музей

## Словения
- Народен музей на Словения
- Природонаучен музей на Словения

## Сомалия
- Национален музей на Сомалия

## Судан
- Национален музей на Судан

## Суринам
- Суринамски музей

## Съединени американски щати
- Атомни/Ядрени
  - Национален музей на ядрената наука и история
  - Национален музей на ядрените изпитания
- Министерство на отбраната
  - Военновъздушни сили (ВВС):
    - Музей на авиацията
    - Музей на въоръжението на ВВС
    - Музей на командването на въздушното командване
    - Национален музей на ВВС на САЩ
    - Стратегически музей на въздуха и космоса

  - Сухопътна армия:
    - Музей – арсенал на Рок Айланд
    - Музей „Уест Пойнт“
    - Национален музей на армията на Съединените щати
    - Национален музей на здравеопазването и медицината

  - Военоморски сили (ВМС):
    - Библиотека и музей на подводните сили
    - Музей на военноморския колеж
    - Национален военноморски музей UDT-SEAL
    - Национален музей на американския моряк
    - Национален музей на ВМС на САЩ
    - Национален музей на военноморската авиация
    - Национален музей на морската пехота

  - Национална агенция за сигурност
    - Национален криптологичен музей

- Централно разузнавателно управление (ЦРУ):
  - Музей на ЦРУ
- Департамент за вътрешна сигурност
  - Музей на бреговата охрана на САЩ
- Национална художествена галерия
- Смитсонов институт: 
  - Купър Хюит, Смитсонов музей на дизайна
  - Музей и градина със скулптури „Хиршхорн“
  - Музей на американското изкуство
  - Музей на общността Анакостия
  - Национален зоологически парк
  - Национален музей на авиацията и космоса
    - Център „Стивън Удвар-Хейзи“

  - Национален музей на американската история[4]
  - Национален музей на американските индианци
  - Национален музей на африканското изкуство
  - Национален музей на афроамериканската история и култура
  - Национален пощенски музей
  - Национален природонаучен музей
  - Национална портретна галерия
  - Сграда за изкуства и индустрии
  - Художествена галерия „Фреер“
- Президентска библиотечна система
  - Библиотека и музей на Джими Картър
  - Библиотека и музей на Линдън Бейнс Джонсън
  - Музей на Джералд Форд
  - Президентска библиотека и музей на Джон Ф. Кенеди
  - Президентска библиотека и музей на Ричард Никсън
  - Президентска библиотека и музей на Франклин Рузвелт
  - Президентска библиотека и музей на Хари С. Труман
  - Президентска библиотека и музей на Хърбърт Хувър
  - Президентска библиотека, музей и дом от детството на Дуайт Айзенхауер
  - Президентска библиотека на Джордж У. Буш
  - Президентска библиотека на Роналд Рейгън
  - Президентски център „Джордж У. Буш“
  - Президентски център „Клинтън“
- Транспорт
  - Морски музей и парк – Национален морски музей
  - Национален железопътен музей
- Военни музеи/Мемориали
  - Национален мемориал и музей на ветераните
  - Национален музей на гражданската война
  - Национален музей на Тихоокеанската война
  - Национален музей на Първата световна война
  - Национален музей на Втората световна война
- Други
  - Национален американски музей на визионерското изкуство
  - Национален конституционен център
  - Национален музей за изкуство за дивата природа
  - Национален музей на въздушната поща
  - Национален музей на гражданските права
  - Национален музей на правоприлагането
  - Национален музей на юрганите
  - Национален музей по дентална медицина
  - Национален скандинавски музей
  - Национален строителен музей
  - Национална минна зала на славата и музей

## Сърбия
- Народен музей
- Музей „Никола Тесла“

## Таджикистан
- Национален музей на Таджикистан
- Национален музей на антиките на Таджикистан

## Тайван
- Музей на военновъздушните сили на Република Китай
- Музей на въоръжените сили на Република Китай
- Национален дворец – музей
- Национален исторически музей
- Национален музей за морска наука и технологии
- Национален музей на науката и технологиите
- Национален музей на праисторията
- Национален музей на Тайван
- Национален музей на тайванската история
- Национален музей на тайванската литература
- Национален музей по морска биология и аквариум
- Национален природонаучен музей
- Национален радио музей
- Национален тайвански музей на изящните изкуства
- Пощенски музей „Чунгхва“

- Южен филиал на Националния дворец – музей

## Тринидад и Тобаго
- Национален музей и художествена галерия

## Търкс и Кайкос
- Национален музей на Търкс и Кайкос

## Украйна
- Лвовска национална художествена галерия
- Музей на историята на Украйна през Втората световна война
- Национален музей в Лвов
- Национален исторически музей на Украйна
- Национален музей на народната архитектура и бит на Украйна
- Национален музей-резерват „Битката за Киев от 1943 г.“
- Национален музей „Чернобил“
- Национален художествен музей на Украйна
- Национална художествена галерия „Айвазовски“

## Унгария
- Унгарска национална галерия
- Унгарски национален музей

## Филипини
Националният музей на Филипините, правителствена организация, управлява няколко национални музея, включително:
Националният музеен комплекс в Манила, който се състои от централните музеи на организацията, а именно:
- Национален музей за естествена история
- Национален музей на изящните изкуства
- Национален музей по антропология

Националният музей на Филипините управлява и следните сателитни музеи:
- Местен музей при пещерите Табон
- Национален музей в Ангоно-Бинангонан
- Национален музей в Батанес
- Национален музей в Бикол
- Национален музей в Бохол
- Национален музей в долината Кагаян
- Национален музей в Думагете
- Национален музей в Западно-Южен Минданао
- Национален музей в Източно-Северен Минданао
- Национален музей в Илокос
- Национален музей в Кабаян
- Национален музей в Сулу
- Национален музей Мариндюк-Ромблон
- Национален музей на Западните Висаи
- Национален музей Кордилера

## Финландия
- Атенеум
- Киасма
- Музей на изкуствата „Синебрихов“
- Национален музей на Финландия
- Финландски природонаучен музей

## Франция
- Лувър
- Музей „Камий Клодел“
- Музей „Клюни“
- Музей на армията
- Музей на въздухоплаването и космоса
- Музей на европейските и средиземноморските цивилизации
- Музей на науката и индустрията
- Музей Орсе
- Национален военноморски музей
- Национален железопътен музей
- Природонаучен музей
- Център „Жорж Помпиду“ (Национален музей на модерното изкуство)

## Хонг Конг
- Хонконгски исторически музей
- Хонконгски музей на наследството

## Чад
- Национален музей на Чад

## Черна гора
- Национален музей на Черна гора

## Чехия
- Национална галерия Прага
- Национален музей, Прага

## Чили
- Национален исторически музей, Сантяго[5]
- Национален музей на въздухоплаването и космоса, Сантяго
- Национален музей на изящните изкуства, Сантяго
- Национален природоисторически музей, Сантяго

## Швейцария
- Швейцарски национален музей

## Швеция
- Национален музей на Швеция

## Шри Ланка
- Национален морски музей
- Национален музей Гале
- Национален музей Канди
- Национален музей на Коломбо
- Национален музей Ратнапура

## Южен Судан
- Национален музей на Южен Судан

## Южна Корея
- Национален музей на Корея
  - Национален музей Буйео
  - Национален музей Гимхе
  - Национален музей Гонгджу
  - Национален музей Гьонгджу
  - Национален музей Джинджу
  - Национален музей Куанджу
  - Национален музей Тегу
  - Национален музей Чеджу
  - Национален музей Чонгджу
  - Национален музей Чонджу
  - Национален музей Чунчон
- Национален фолклорен музей на Корея
- Национален дворец – музей на Корея

## Япония
- Национални институти за културно наследство
  - Национален музей на Токио
  - Национален музей на Киото
  - Национален музей на Нара
  - Национален музей на Кюшу
- Самостоятелна административна институция Национален художествен музей
  - Национален музей за модерно изкуство, Токио
  - Национален музей за модерно изкуство, Киото
  - Национален музей на западното изкуство
  - Национален музей на изкуството, Осака
  - Национален център за изкуство, Токио
  - Национален филмов архив на Япония
- Национален природонаучен музей
- Национален музей по етнология
- Национален музей на японската история
- Национален мемориален музей „Шова“

## Допълнителна информация
- Silverman, Raymond, Abungu, George, Probst, Peter. National museums in Africa. Identity, history and politics.  Milton, Routledge, 2021. ISBN 978-1-000-42864-3. OCLC 1259323561. с. 284.

|  | Тази страница частично или изцяло представлява превод на страницата List of national museums в Уикипедия на английски. Оригиналният текст, както и този превод, са защитени от Лиценза „Криейтив Комънс – Признание – Споделяне на споделеното“, а за съдържание, създадено преди юни 2009 година – от Лиценза за свободна документация на ГНУ. Прегледайте историята на редакциите на оригиналната страница, както и на преводната страница, за да видите списъка на съавторите. ВАЖНО: Този шаблон се отнася единствено до авторските права върху съдържанието на статията. Добавянето му не отменя изискването да се посочват конкретни източници на твърденията, които да бъдат благонадеждни. |